# Hauteville (ród)
De Hauteville – ród szlachecki pochodzenia normańskiego, z którego pochodzili m.in. królowie Sycylii, książęta Apulii i książęta Antiochii. Znani też pod włoską wersją nazwiska d’Altavilla.
Według tradycji wywodzą się od norweskiego wikinga Hialtta, osiadłego w podbitej Normandii, na półwyspie Cotentin w początkach X wieku. Nazwisko pochodzi od nazwy jego niewielkich dóbr Hauteville.
Historycznym założycielem rodu był Tankred de Hauteville (ur. ok. 990, zm. w 1041), prawdopodobnie wnuk Hialtta. Jego liczne potomstwo, niezamożne, lecz przedsiębiorcze i waleczne zdobyło, zwłaszcza w czasie I wyprawy krzyżowej liczne dobra i panowało w kilku państwach. Jego syn Wilhelm Żelaznoręki (Guillaume Bras-de-Fer) został w 1042 hrabią Apulii i Kalabrii, po którym dobra  odziedziczyli bracia: Drogo (1046–1051), Onufry (1051–1057) i Robert Guiscard (1057–1059). Od Ralfa, wnuka kolejnego syna, Gotfryda, hrabiego Loritello, biorącego udział w podboju normańskim wywodzi się angielski ród szlachecki de Hauteville.
Robert Guiscard został księciem Sycylii, Kalabrii i Apulii, i mianował swego młodszego brata Rogera, który zasłużył się szczególnie odbijaniem z rąk Arabów wyspy, hrabią Sycylii. Syn Rogera został królem Sycylii jako Roger II i założycielem dynastii panującej na Sycylii do 1198. Inni synowie Rogera II byli książętami Bari, Kapui, hrabiami Neapolu i Apulii. Syn Droga, Ryszard de Hauteville, został księciem Salerno, a wnuk Roger – księciem regentem Antiochii. Siostra Rogera, Maria, wychodząc za Joscelina de Courtenay, dała początek dynastii hrabiów Edessy. Kolejny syn Tankreda, Onfroi, ożeniony z longobardzką księżniczką dał początek książętom Sorrento. Od najstarszego syna Roberta Guiscarda, Boemunda, który został księciem Antiochii, ożenionego z córką Filipa I, króla Francji pochodzą książęta Antiochii i Tarentu.
Córka króla Sycylii Rogera II, Konstancja Sycylijska wyszła za mąż za Henryka, syna cesarza Fryderyka I Barbarossy. Henryk i Konstancja mieli jednego syna – Fryderyka II, późniejszego cesarza rzymskiego.
Po kądzieli ród de Hauteville skoligacił się z wieloma ówcześnie panującymi dynastiami z Bizancjum, Węgier, Burgundii, Kastylii i Świętego Cesarstwa Rzymskiego.
Jeśli przekazana przez bizantyjską księżniczkę i dziejopisarkę Annę Komneną historia o wyruszeniu Roberta Guiscarda na wyprawę jedynie w towarzystwie pięciu konnych i trzydziestu pieszych wojów jest prawdziwa, to zdobycze i osiągnięcia tego rodu są imponujące.

Herb rodu Hauteville

## Genealogia
```
Tankred de Hauteville
 (seigneur du Cotentin)
x 1) Muriel de Hautevill
x 2) Fredesenda de Hauteville
│
├─1> 
Wilhelm Żelaznoręki

├─1> 
Drogon de Hauteville

│    x NN
│    │
│    └──> Ryszard, ks. Salerno
│         x siostra Tankreda de Hauteville, regenta Antiochii
│         │
│         ├──> 
Roger ks. Salerno
 regent Antiochii
│         │    x Hodierna de Rethel, c.hrabiego Hugona de Rethel
│         └──> Maria de Hauteville
│              x 
Joscelin I
 
z Courtenay
, hr. Edessy
│
├─1> Onufry de Hauteville
│    x Altruda ks. Sorento
│    │
│    ├──> Abagelard de Hauteville, ks. Sorento
│    └──> Herman de Hauteville
│
├─1> Godfryd de Hauteville
│    x 1) nieznana Normandka
│    x 2) Teodora de Capaccio
│    │
│    ├─1> Robert de Loritello
│    ├─1> Raul de Catanzaro
│    ├─1> Wilhelm de Tiriolo
│    └─2> Tankred
│
├─1> Serlon de Hauteville
│    x NN
│    │
│    └──> Serlon II de Hauteville
│
├─2> 
Robert Guiscard
, książę Apulii, Kalabrii i Sycylii
│    x 1) Aubrée de Buonalbergo
│    x 2) Sykelgaite de Salerno
│    │
│    ├─1> 
Boemund I
 ks. Antiochii
│    │    x Konstancja, córka 
Filipa I
, króla Francji
│    │    │
│    │    └──> 
Boemund II
 książę Antiochii
│    │         x Alicja, córka Baldwina II, króla Jerozolimy
│    │         │
│    │         └──> 
Konstancja
, księżna Antiochii
│    │              x 1) 
Rajmund hr. Poitiers

│    │              x 2) 
Rejnald z Chatillon

│    │
│    ├─2> 
Roger „Trzos”

│    │     x 
Adela
, córka Roberta hr. Flandrii
│    │    │
│    │    └──> 
Wilhelm
, ks. Apulii, Kalabrii i Sycylii
│    │
│    ├─2> Gwidon ks. Amalfi
│    │
│    ├─1> Emma de Hauteville
│    │    x Odon „Dobry Margrabia”
│    │    │
│    │    ├──> 
Tankred de Hauteville
 regent Antiochii
│    │    │
│    │    └──> nieznana z imienia
│    │         x Ryszard ks. Salerno
│    │
│    ├─2> Robert „Scalio”
│    │
│    ├─2> Wilhelm
│    │
│    ├─2> Héria de Hauteville
│    │    x 
Hugues V du Maine

│    │
│    ├─2> Sybille de Hauteville
│    │    x Ebles II de Roucy
│    │
│    └─2> Matylda de Hauteville
│         x 1) 
Ramon Berenguer II
 hr. Barcelony
│         x 2) Aimery I hr. Narbonne
│
├─2> Mauger de Hauteville
│
├─2> Wilhelm de Hauteville
│
├─2> Alward de Hauteville
│
├─2> Humbert de Hauteville
│
├─2> Tankred de Hauteville
│
├─2> Fredesenda de Hauteville
│    X Ryszard I hr. d'Aversa
│
└─2> 
Roger I
, hr.Sycylii
     x 1) Judyta d'Evreux
     x 2) Eremberga de Mortain
     x 3) Adelajda de Montferrat
     │
     ├─1> Matylda de Hauteville
     │    x 
Rajmund IV
, hr. Tuluzy
     │
     ├─1> Emma de Hauteville
     │    x 
Wilhelm VI
, hr. Owernii
     │
     ├─2> Felicja de Hauteville
     │    x 
Koloman
, król Węgier
     │
     ├─2> nieznana z imienia
     │    x Konrad ks. Frankonii
     │
     ├─2> Jolanta de Hauteville
     │    x Robert hr. Burgunfdii, regent Sycylii
     │
     ├─3> 
Szymon
 hr. Sycylii
     │
     └─3> 
Roger II
 król Sycylii
          x 1) Elwira, córka 
Alfonsa VI
, króla Kastylii
          x 2) Sybilla, córka Hugona II, hr. Burgundii
          x 3) Beatrycze de Rethel
          │
          ├─1> Roger ks. Apulii
          │    x Emma, córka hr. Lecce
          │    │
          │    └──> Takred hr. Lecce
          │         x Sybilla de Medania
          │         │
          │         ├──> 
Roger III
 król Sycylii
          │         │    x Irena Ange
          │         │
          │         ├──> Wilhelm III król Sycylii
          │         │
          │         ├──> Maria Albina de Lecce
          │         │    x 1) Gautier III de Brienne, tytularny król Sycylii
          │         │    x 2) Giacomo di San Severino
          │         │    x 3) Tigryn Guidi
          │         │
          │         └──> Waldrada de Hauteville
          │              x Jakub Tiepolo
          │
          ├─1> Tankred ks. Bari
          │
          ├─1> Alfons ks. Kapui
          │
          ├─1> 
Wilhelm I Zły
, król Sycylii
          │    x Małgorzata, córka króla Nawarry
          │    │
          │    ├──> Roger II ks. Apulii
          │    │
          │    ├──> 
Wilhelm II Dobry
, król Sycylii
          │    │    x Joanna, córka Henryka II, króla Anglii
          │    │    │
          │    │    └──> Boemund ks. Apulii
          │    │
          │    └──> Henryk ks. Kapui
          │
          ├──> Szymon, ks. Tarentu
          │    x NN
          │    │
          │    └──> Roger ks. Tarentu
          │
          └─3> 
Konstancja de Hauteville
, królowa Sycylii
               x 
Henryk VI Hohenstauf
, cesarz rzymski
               │
               └─> 
Fryderyk II Hohenstauf
, cesarz rzymski
```

## Książęta Apulii
- 1043–1046 Wilhelm I Żelazne Ramię (syn Tankreda Hauteville)
- 1046–1051 Drogon (brat)
- 1051–1057 Humfryd (brat)
- 1057–1085 Robert Guiscard (brat)
- 1085–1111 Roger Borsat (syn)
- 1111–1127 Wilhelm II (syn)
- 1127–1135 Roger II (syn Rogera I)
- 1135–1149 Roger (syn)
- * 1161  Roger (syn Wilhelma I)

## Książęta Kalabrii
- 1101–1135 Roger II (syn Rogera I)
- 1135–1144 Alfons (syn)

## Hrabiowie Sycylii
- 1061–1101 Roger I (syn Tankreda Hauteville)
- 1101–1154 Roger II (syn, król Sycylii od 1130)

## Królowie Sycylii i Neapolu
- 1154–1166 Wilhelm I Zły (syn Rogera II)
- 1166–1189 Wilhelm II Dobry (syn)
- 1190–1194 Tankred z Lecce (syn Rogera księcia Apulii)
- 1194 Wilhelm III (syn)

## Książęta Neapolu
- 1139–1144 Alfons (syn Rogera II)
- 1144–1166 Wilhelm I Zły (brat)

## Książęta Kapui
- 1144–1166 Wilhelm I Zły (syn Rogera II)

## Książęta Bari
- 1135–1144 Tankred (syn Rogera II)

## Książęta Tarentu
- 1088–1110 Boemund I (syn Roberta Guiscarda)

## Książęta Antiochii
- 1099–1111 Boemund I (syn Roberta Guiscarda)
- 1111–1112 Tankred (siostrzeniec)
- 1112–1119 Roger z Salerno (prawnuk Tankreda Hauteville)
- 1126–1130 Boemund II (syn Boemunda I)
- 1130–1163 Konstancja (córka, usunięta zm. 1164 ?)